# クライムハンターシリーズ
クライムハンターシリーズとは、世良公則主演によるオリジナルビデオシリーズ。東映ビデオにて、計3作品が東映Vシネマとして製作された。
本稿では以下の作品について詳述する。
- クライムハンタ－ 怒りの銃弾（クライムハンター いかりのじゅうだん）
- クライムハンタ－2 裏切りの銃弾（クライムハンター2 うらぎりのじゅうだん）
- クライムハンタ－3 皆殺しの銃弾（クライムハンター3 みなごろしのじゅうだん）

## 作品解説
1989年に世良公則主演で製作された『クライムハンター 怒りの銃弾』を第1作とするビデオ映画シリーズ。アメリカ・ロサンゼルスのリトルトーキョーを舞台に、LAPDに所属する日本人刑事「ジョーカー」ことジョー・カワムラの活躍を描く。
第1作『怒りの銃弾』は、ビデオ映画レーベル「東映Vシネマ」の第1作でもあり、本作の成功は東映を含め各社がオリジナルビデオを量産するきっかけとなった。
1987年10月から1988年3月までテレビ朝日系で放送された藤竜也と世良公則主演の刑事ドラマ『ベイシティ刑事』でのガンアクションが注目され、同作の脚本家・大川俊道とプロデューサー・武居勝彦は再び世良を主演に据える形でガンアクションに徹したビデオ作品の製作を構想していた。これを受けて当時の東映ビデオのプロデューサー・吉田達が『ベイシティ刑事』のスタッフを再結集して製作したのが第1作となる。
第1作は当時の一般的な劇場映画より短い60分で製作されているが、これは製作前に吉田がビデオレンタル店で聞き取り調査を行った折、5本も借りていく若い客から得た「早送りして見るから」という声をもとに、「早送りさせないものを」という方向性を見出したことによる。
製作費の予算配分において、作品の売りであるガンアクションに集中的に投下することで、低予算ながらも外国映画レベルの本格的な銃撃シーンが全編に展開された。残弾数を意識したガンアクション、相手に渡された銃は必ず点検するといった細かい配慮がなされ、旧来の日本のガンアクション作品とは大きく異なるものとなった。この作品の成功でガンエフェクトの重要性が認知され、以降の日本映画・テレビドラマのガンアクション演出のレベルアップにもつながった。ガンエフェクトを担当した特殊効果技師の納富貴久男率いる「BIGSHOT」もこの作品で注目を集め、日本でガンエフェクト専門のプロフェッショナルが業界に定着するきっかけとなった。
なお、前述のように舞台の設定こそリトルトーキョーとされているが、ロケは名護市辺野古にかつて存在した映画館「辺野古劇場」でも行われている。

## ストーリー

### 第1巻 怒りの銃弾
舞台はアメリカ・ロサンゼルスのリトルトーキョー。LAPDに所属する刑事・ジョーカーは相棒のアヒルと共に、教会の寄付金500万ドルを強奪したブルース・沢村が隠れている場末のシティホテルへ車を走らせていた。二人はブルースを逮捕することに成功するが、護送中謎の集団に襲撃を受ける。ブルースはその間隙を抜き逃走し、ジョーカーは背後にいた襲撃犯にサブマシンガンで銃撃され負傷。アヒルは襲撃犯のリーダーと思しき男に額を撃ち抜かれ死亡した。数日後、警察病院で意識を取り戻したジョーカーは捜査主任のドクから捜査から降りるよう命令を受ける。後を引き継ぐのは、ジョーカーとは別地区の刑事・ハント。ドクはそれだけを言い残し去って行った。しかし、相棒を殺されたジョーカーの怒りは収まらず、鎮痛剤を病院から盗み出し、警察バッジを残しアヒルの敵を討つべく病院から逃走。捜査は行き詰まったかに見えたが、そこへ謎の修道尼がジョーカーへ銃を突きつけブルースの情報を話すよう脅迫する。しかし、銃にかけては素人だった修道尼はあっさりとかわされてしまう。そこへ再び謎の武装グループが現れ、激しい銃撃戦になる。ジョーカーは武装グループを倒し、一人浜辺で鎮痛剤を飲みながら黄昏ていると、ハントが情報を手にジョーカーの前に現れた。ジョーカーはその情報から西部会という組織に潜入し内情を探ろうとするが、目の前には牢屋の鍵を持った修道尼の姿があった。

### 第2巻 裏切りの銃弾
ロサンゼルス・リトルトーキョーの刑事ジョーカーは211コールを受け緊急出動する。現場のポルノショップには現金強奪犯のサル・マッコイがいた。激しい銃撃戦の末サルを逮捕したジョーカーだが、捜査主任はサルの釈放を言い渡す。激しく問いただすジョーカーに、捜査主任は現在潜入捜査を行っているキャッシュ刑事との連絡が途絶えているため、サルを利用し救出するのだという。ジョーカーは相棒として充てがわれた刑事ラッツと共に釈放されたサルを監視するのだった。ところが二人の目の前で、サルは組織によって消されてしまう。行き詰まったジョーカーは故買屋のCWを訪ねるが、店にはキャッシュが愛用していたブレスレットが置いてあった。やがて捜査線上に麗子という高級コールガールの存在が浮かび上がる。麗子の身辺をマークしていると早速組織の襲撃を受け、ジョーカーは寸でのところで彼女を救出する。麗子からキャッシュの居場所を聞き出したジョーカーとラッツは救出に向かうが、それは組織の罠だった。ラッツは組織の尖兵であるスネイクに撃たれ殉職し、ジョーカーも救出したはずのキャッシュに背後から撃たれ重傷を負う。キャッシュは既に組織へ寝返っており、キャッシュの警戒を解くために一計を案じた捜査主任はジョーカーたちにその情報を隠していたのである。怒りに燃えるジョーカーは単身、キャッシュとの対決に乗り出すのだった。

### 第3巻 皆殺しの銃弾
雨が降り注ぐロサンゼルス・リトルトーキョー。寂れたホテルの一室でリトルトーキョーの刑事・ジョーカーは一人の女を待っていた。雨はいっそう激しくなり、嵐の様相を満たしてきた。そして、ジョーカーの泊まっている部屋へその女はやって来た。女の名は芹香といった。彼女はジョーカーの昔の恋人であった。芹香は助けを求めに来たのだ。「殺される」怯える声でジョーカーに訴える。そこへ、謎の一団がホテルのロビーに現れる。リトルトーキョー一帯のコカイン売買を牛耳るニコル達である。ジョーカーは必死に芹香を守るが、ニコル達に連れ去られてしまう。その後、独自の捜査で支那虎という人物からニコルの手下のリキという男にたどり着く。リキはニコルのコカインをこっそり横流ししているのである。リキを仲間に取り込んだジョーカーは、相棒をニコルに殺されたサニーという女刑事と共に芹香を救出するためニコルのアジトへ向かう。リキはニコルの強奪した200万ドルのため、サニーは復讐が目的だった。芹香を何とか救出したジョーカーだが、それと引き換えにサニーがニコルに連れ去られる。警察当局は取引には応じず、ジョーカーは単身サニーを救出するためニコルの待つ取引場所へ向かうのだった。

## 登場人物
ジョウ・河村（ジョーカー）
演：世良公則　
ロス市警リトルトーキョー特捜課の日系人刑事。愛用銃はベレッタM92F。

### 第1巻
ブルース・沢村
演：又野誠治
愛用銃はコルトパイソン357マグナム 6インチモデル、マンビルXM18グレネートランチャー。
リリー
演：田中美奈子
愛用銃はデトニクス・コンバットマスター、レミントンM31ショットガンステンレスモデル。
アヒル
演：竹内力
愛用銃はS&W M29 センチネルアームズカスタム。
ハント
演：ハント敬士
愛用銃は44オートマグ カスタムモデル。
山猫
演：片桐竜次
ドク
演：原田芳雄
愛用銃はコルトガバメント。

### 第2巻
スネイク
演：又野誠治
愛用銃はコルトガバメント スタビライザー付カスタム、モスバーグM500プルバップショットガン、M202ロケットランチャー。
麗子
演：葉山レイコ
愛用銃はコルト32オート。
ラッツ
演：堀勉
愛用銃はコルトキングコブラ　4インチ。
主任
演：金子研三
サル・マッコイ
演：ハント敬士
愛用銃はMAC 10。
アンナ
演：羽田圭子
CW
演：山田辰夫
キャッシュ
演：エリック・ダグラス（ゲストスター）
愛用銃　コルトコンバットコマンダー。

### 第3巻
芹香
演：辻沢杏子
リキ
演：竹内力
愛用銃はコルトパイソン357マグナム 4インチモデル、SPAS 12（サニーと共有）。
サニー
演：吉田美江
愛用銃はH&K P7、SPAS 12（リキと共有）。
支那虎
演：ハント敬士
愛用銃はコルトガバメント。
弁慶
演：堀勉
BJ
演：又野誠治 ※友情出演
愛用銃は水平2連ソウドオフショットガン。
主任
演：片桐竜次
ニコル・E・ツカハラ
演：清水健太郎
愛用銃はデザートイーグル44マグナム。

## スタッフ
- 監督 - 大川俊道
- 企画 - 吉田達（東映ビデオ）
- プロデューサー - 加藤和夫（東映ビデオ）、武居勝彦（東映）、高沢吉紀（3）
- 脚本 - 大川俊道（1-3）、柏原寛司（2）
- SFXスーパーバイザー - 納富貴久男（BIG SHOT）
- 音楽 - 京田誠一
- 音楽監督 - 兼松光
- 撮影 - 間宮庸介（1）、緒方博（2、3）
- 照明 - 居山義雄
- 録音 - 谷村彰治（1）、川田保（2）、曽我薫（3）
- 美術 - 野本幸男（1）、赤塚訓（2）、平井淳郎（3）
- 編集 - 祖田富美夫（1）、福田憲二（2）、只野信也（3）
- 選曲 - 茶畑三男（1、2）、金成謙二（3）
- 効果 - 大泉音映
- 記録 - 吉田真弓（1、2）、安倍伸子（3）
- 助監督 - 塚田義博（1）、小林要（2）、中澤和久（3）
- 進行主任 - 古沢敏文（1）、小宮慎二（2）、東海林伸一（3）
- 制作デスク - 木村修（1）
- 製作担当 - 桐山勝（1）、新井英夫（2）、松川充雄（3）
- アクションコーディネーター - 國井正廣（1、2）、渥美博（3）
- 特殊メイク - 原口智生
- 制作協力 - 東映テレビプロダクション、映広（1、2）、エイジェント21（3）
- 製作 - 東映ビデオ、東北新社、MR.SERA PROJECT（3）

## DVD化
2008年に、全3作をDVD化してコンプリートボックスとした『クライムハンター コンプリートDVD』が発売された。ボーナスディスクには、メイキングや予告、デモフィルム『クラッシュ・オン・ユー』やスタッフ・関係者インタビューのほか、芳賀優里亜主演で大川監督による新作ショートムービー『クライムハンター 蘇える銃弾』が収録されている。
上記のほか、本編と大川らによるオーディオコメンタリーを収録した単品DVDも発売されている。